# Lidtgodthuse
Lidtgodthuse var en bebyggelse i den østlige udkant af Roskilde i nærheden af Roskilde Universitet (RUC). Da der skulle anlægges en jernbanestation, der kunne betjene såvel RUC, som det omkringliggende lokalområde og indgå i den planlagte udbygning af området, var der ikke politisk vilje til at oprette en station med navnet "Lidtgodt Station" efter bebyggelsen lige ved stationen, og stationen blev i stedet opkaldt efter en mindre bebyggelse lidt længere væk, nemlig Trekroner, og stationen hedder således Trekroner Station.
55°38′59″N 12°08′29″Ø / 55.64972°N 12.14139°Ø